# Xylaria guepinii
Xylaria guepinii är en svampart som först beskrevs av Elias Fries, och fick sitt nu gällande namn av Vincenzo de Cesati 1851. Xylaria guepinii ingår i släktet Xylaria och familjen kolkärnsvampar.   Inga underarter finns listade i Catalogue of Life.